# Armen Grigorian
Armen Bogdasarowicz Grigorian (ros. Армен Богдасарович Григорян; ur. 3 grudnia 1985) – rosyjski zapaśnik startujący w stylu klasycznym. Dziesiąty w Pucharze Świata w 2010. Piąty na mistrzostwach Rosji w 2009, 2011, 2013 i 2014 roku.